# Primärliteratur
Primärliteratur ist eine in einigen Disziplinen übliche Bezeichnung für Texte, die ihrerseits Gegenstand oder Grundlage wissenschaftlicher Publikationen sind; Letztere werden als Sekundärliteratur bezeichnet.
In den Naturwissenschaften, der Medizin und teilweise den Sozialwissenschaften bezeichnet ‚Primärliteratur‘ wissenschaftliche Publikationen, die unmittelbar auf Beobachtungen, Messungen oder Erhebungen von Daten beruhen im Unterschied zu Sekundärliteratur, die sich zum gleichen Thema auf Primärliteratur stützt, wie zum Beispiel Reviews oder Metaanalysen. Eine typische Form der Primärliteratur in diesem Sinne ist zum Beispiel die Erstbeschreibung einer Art in der Biologie.
In der Literaturwissenschaft hingegen ist der Begriff ‚Primärliteratur‘ üblich, um literarische Texte zu bezeichnen, die Gegenstand literaturwissenschaftlicher Analysen sind. So ist zum Beispiel Goethes Faust Primärliteratur; eine Abhandlung über den Faust (beispielsweise über Figuren, Motive usw. aus dem Stück) wird Sekundärliteratur genannt.
In der Geschichtswissenschaft ist der Begriff nicht üblich; die Texte, die in der Literaturwissenschaft ‚Primärliteratur‘ genannt werden, werden in der Geschichtswissenschaft zu den Quellen gezählt. 